# Тверская ТЭЦ-3
Тверская ТЭЦ-3 — ТЭЦ, расположенная в городе Твери, и входящая в состав ООО «Тверская генерация».
ТЭЦ расположена в северной части города на территории Заволжского района, к северу от посёлка (жилого микрорайона) Соминка (в черте города). Связана железнодорожной веткой со станцией Доронинская на линии «Дорошиха—Васильевский Мох».

## История
ТЭЦ-3 построена в начале 1970-х годов для энерго-, тепло- и водоснабжения города. Строительство началось в 1968 году, а первый энергоблок был пущен в 1973 году.

## Деятельность
Технические характеристики ТЭЦ-3 позволяют ей работать на газе, угле и мазуте. 4 котла из первой очереди первоначально проектировалась под работу на торфе, но торф в качестве топлива на ТЭЦ-3 не используется.

## Перечень основного оборудования
| Агрегат                              | Тип             | Изготовитель | Количество | Ввод в эксплуатацию | Основные характеристики | Основные характеристики | Источники |
| Агрегат                              | Тип             | Изготовитель | Количество | Ввод в эксплуатацию | Параметр                | Значение                | Источники |
| ------------------------------------ | --------------- | ------------ | ---------- | ------------------- | ----------------------- | ----------------------- | --------- |
| Оборудование паротурбинных установок |                 |              |            |                     |                         |                         |           |
| Паровой котёл                        | БКЗ-210-140     | —            | 4          | 1973—1979 г.        | Топливо                 | газ, мазут, уголь       | [ 3 ]     |
| Паровой котёл                        | БКЗ-210-140     | —            | 4          | 1973—1979 г.        | Производительность      | 210 т/ч                 | [ 3 ]     |
| Паровой котёл                        | БКЗ-210-140     | —            | 4          | 1973—1979 г.        | Параметры пара          | 140 кгс/см2, 570 °С     | [ 3 ]     |
| Паровая турбина                      | ПТ-60-130/13    | —            | 1          | 1973 г.             | Установленная мощность  | 60 МВт                  | [ 3 ]     |
| Паровая турбина                      | ПТ-60-130/13    | —            | 1          | 1973 г.             | Тепловая нагрузка       | — Гкал/ч                | [ 3 ]     |
| Паровая турбина                      | Т-100/120-130-3 | —            | 1          | 1976 г.             | Установленная мощность  | 110 МВт                 | [ 3 ]     |
| Паровая турбина                      | Т-100/120-130-3 | —            | 1          | 1976 г.             | Тепловая нагрузка       | — Гкал/ч                | [ 3 ]     |
| Водогрейное оборудование             |                 |              |            |                     |                         |                         |           |
| Водогрейный котел                    | КВТК-100        | —            | 2          | 1985 г. 1988 г.     | Топливо                 | газ, уголь, мазут       | [ 3 ]     |
| Водогрейный котел                    | КВТК-100        | —            | 2          | 1985 г. 1988 г.     | Тепловая мощность       | 100 Гкал/ч              | [ 3 ]     |
| Водогрейный котел                    | КВГМ-180        | —            | 1          | 2002 г.             | Топливо                 | газ, мазут              | [ 3 ]     |
| Водогрейный котел                    | КВГМ-180        | —            | 1          | 2002 г.             | Тепловая мощность       | 180 Гкал/ч              | [ 3 ]     |